# Верхньодубровський міський округ
Верхньоду́бровський міський округ (рос. Верхнедубрвоский городской округ) — адміністративна одиниця Свердловської області Російської Федерації.
Адміністративний центр та єдиний населений пункт — селище міського типу Верхнє Дуброво.
Населення міського округу становить 5120 осіб (2018; 4791 у 2010, 4673 у 2002).